# Matignon
Matignon – miejscowość i gmina we Francji, w regionie Bretania, w departamencie Côtes-d’Armor.
Według danych na rok 1990 gminę zamieszkiwały 1613 osoby, a gęstość zaludnienia wynosiła 111 osób/km² (wśród 1269 gmin Bretanii Matignon plasuje się na 394. miejscu pod względem liczby ludności, natomiast pod względem powierzchni na miejscu 684.).